# Детковичі (Барановицький район)
Детковичі (біл. Дзеткавічы) — село в Білорусі, у Барановицькому районі Берестейської області. Орган місцевого самоврядування — Жемчужненська сільська рада.

## Населення
За переписом населення Білорусі 2009 року чисельність населення села становило 14 осіб.